# En odödlig kärlek
En odödlig kärlek (franska: Un grand amour de Beethoven) är en fransk biografisk film om kompositören Ludwig van Beethoven från 1937 i regi av Abel Gance. I huvudrollerna ses Harry Baur, Annie Ducaux och Jany Holt. Filmen hade svensk premiär den 2 april 1937. 	

## Rollista i urval
- Harry Baur – Ludwig van Beethoven
- Annie Ducaux – Thérèse de Brunswick
- Jany Holt – Juliette Guicciardi
- André Nox – Humphrolz
- Jane Marken – Esther Frechet
- Lucas Gridoux – Smeskall
- Paul Pauley – Schuppanzigh
- Lucien Rosemberg – greve Guicciardi
- Yolande Laffon – grevinnan Guicciardi
- Jean Debucourt – greve Robert Gallenberg
- Jean-Louis Barrault – Karl van Beethoven
- Marjolaine – barnets mor
- Georges Saillard – Breuning
- Marcel Dalio – Steiner
- André Bertic – Johann van Beethoven
- Roger Blin – De Ries
- Gaston Dubosc – Schindler
- Dalméras – Schubert